# Plagiostenopterina leytensis
Plagiostenopterina leytensis är en tvåvingeart som först beskrevs av Steyskal 1966.  Plagiostenopterina leytensis ingår i släktet Plagiostenopterina och familjen bredmunsflugor. Inga underarter finns listade i Catalogue of Life.